# Polyalthia australis
Polyalthia australis este o specie de plante din genul Polyalthia, familia Annonaceae. A fost descrisă pentru prima dată de George Bentham, și a primit numele actual de la L.W. Jessup. Conform Catalogue of Life specia Polyalthia australis nu are subspecii cunoscute.